# Честервил (Охајо)
Честервил (енгл. Chesterville) град је у америчкој савезној држави Охајо.

## Демографија
По попису из 2010. године број становника је 228, што је 35 (18,1%) становника више него 2000. године.
| Група             | 2000.       | 2010.       |
| Белци             | 185 (95,9%) | 222 (97,4%) |
| Афроамериканци    | 0 (0,0%)    | 0 (0,0%)    |
| Азијати           | 0 (0,0%)    | 0 (0,0%)    |
| Хиспаноамериканци | 2 (1,0%)    | 1 (0,4%)    |
| Укупно            | 193         | 228         |